# Station Cassis
Station Cassis (Frans: Gare de Cassis) is een spoorwegstation in de Franse gemeente Cassis in het departement Bouches-du-Rhône. Het ligt aan de spoorlijn Marseille-Saint-Charles - Ventimiglia (grens).